# Sierra de Pie de Palo
La Sierra de Pie de Palo es un subsistema orográfico perteneciente a las Sierras Pampeanas del centro-oeste de Argentina. Se ubica en el sureste de la provincia de San Juan, ocupando por mayoría al departamento Caucete, al de Angaco y San Martín, y en minoría a 25 de Mayo.
Alcanza una extensión de 71 km, la altura media del cordón es de 3.000 m s. n. m.
Entre sus cerros se encuentra el Cerro Mogote Corralitos con sus 3.162 m s. n. m., el Cerro Las Pircas con 3.100 m s. n. m.
Algunas localidades al pie de la sierra, son: Caucete, Vallecito, Pie de Palo, Bermejo y Villa Dominguito.
Junto a las sierras de Marquesado, Chica de Zonda y Villicum forman el Valle del Tulúm, donde hay un importante desarrollo agrícola, sustentado a partir del riego artificial, prevaleciendo una producción frutihortícola por excelencia, destacándose la vid.

## Minería
La Sierra de Pie de Palo posee importantes yacimientos mineros, especialmente conocidos y explotados son los de esteatita o talco como el yacimiento Don León o los ubicados en la Quebrada Aguas del Gato o en la Quebrada La Petaca.